# 郵政總局大樓 (貝爾格萊德)

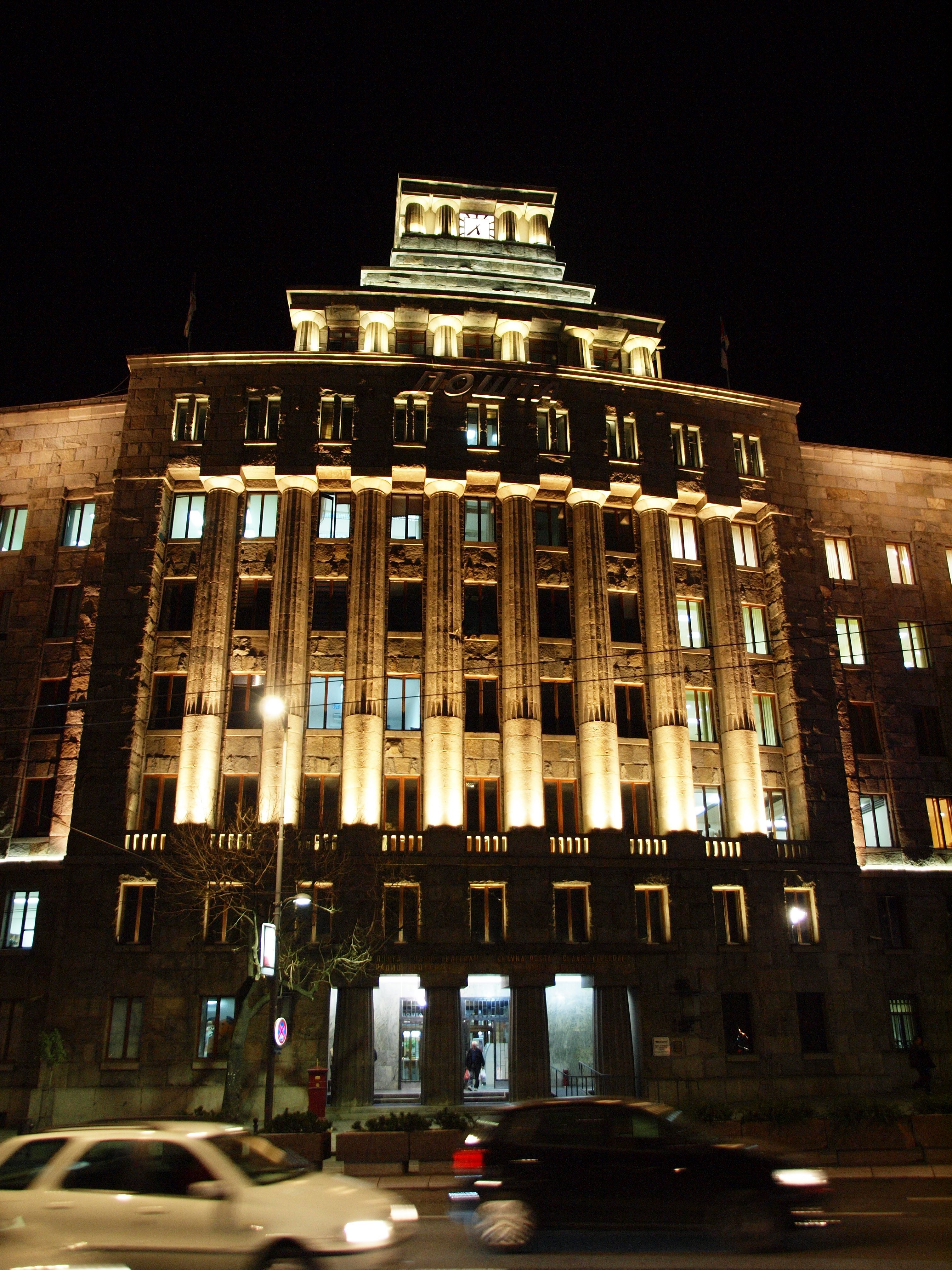
郵政總局大樓

郵政總局大樓是塞爾維亞首都貝爾格萊德的一座建築，靠近塞爾維亞國會大廈、塞爾維亞總統府（新王宮）、舊王宮。該建築不僅是塞爾維亞郵政服務的中心，也是貝爾格萊德最具代表性的建築之一。